# Alexandr Trifonov
Alexandr Trifonov –en ruso, Александр Трифонов– es un deportista soviético que compitió en piragüismo en la modalidad de aguas tranquilas. Ganó una medalla de bronce en el Campeonato Mundial de Piragüismo de 1963, y una medalla de bronce en el Campeonato Europeo de Piragüismo de 1963.

## Palmarés internacional
| Campeonato Mundial | Campeonato Mundial | Campeonato Mundial | Campeonato Mundial |
| Año                | Lugar              | Medalla            | Evento             |
| ------------------ | ------------------ | ------------------ | ------------------ |
| 1963               | Jajce (Yugoslavia) | Medalla de bronce  | K4 1000 m          |
| Campeonato Europeo |                    |                    |                    |
| Año                | Lugar              | Medalla            | Evento             |
| 1963               | Jajce (Yugoslavia) | Medalla de bronce  | K4 1000 m          |